# Pandora (périodique)
Pour les articles homonymes, voir Pandora.
Pandora est une revue de bande dessinée à parution biannuelle. Elle est éditée par Casterman depuis avril 2016.

## Présentation
Pandora est créée en 2016 par Benoît Mouchart, directeur éditorial de Casterman, près de vingt ans après l'arrêt du magazine (À suivre). L'idée lui vient à la suite d'une discussion avec des auteurs de bande dessinée :

« Art Spiegelman et d’autres regrettaient qu’il n’y ait plus, aujourd’hui, d’espaces dédiés à des formats courts. Ils auraient apprécié d’avoir, entre deux livres, un petit sas créatif qui n’oblige pas à s’embarquer pendant un an ou un an et demi avec les mêmes personnages. »

La revue, d'environ 260 pages et proche du format « mook », présente plusieurs histoires courtes sous forme de bande dessinée ainsi que quelques textes littéraires illustrés. Elle emprunte son titre à Pandora Groovesnore, un personnage féminin d'Hugo Pratt que Corto Maltese rencontre dans l'album La Ballade de la mer salée,.

## Réception
La sortie du premier volume reçoit un accueil critique assez contrasté.
Pour Le Huffington Post, « le premier numéro de Pandora réussit à tracer une ligne (claire) éditoriale en brassant sur presque 300 pages des auteurs que rien n'unit. L'intelligence du projet réside d'ailleurs dans la décision de Casterman de ne pas se borner à commander des histoires aux seuls auteurs de la maison, ni de se limiter à la BD franco-belge ».
Anne Douhaire de France Inter.fr regrette quant à elle le manque d'auteurs peu connus et « l'accumulation d'histoires sans parti-pris éditorial qui rappelle un peu un catalogue de prépublications. Deux défauts cependant pas assez perturbants pour se priver de la lecture de Pandora ».
Pour BoDoï, « éclectique et épais, ce bel objet se déguste à petites louches. Baladant son lecteur d’un univers à l’autre, quitte à parfois le perdre, et à souvent le surprendre ».
Selon Marius Dupuis de Libération, « ce jeu de carambolages souffre rapidement d'un effet « all star » : les talents s'accumulent, mais l’ensemble reste un peu court. Mattotti déçoit, le One Page Graphic Novel préhistorique de Spiegelman est anecdotique, et même la guérilla afghane façon Otomo laisse de marbre… Étonnamment, le plaisir se niche moins dans les retrouvailles — notons tout de même la fugue cruelle du brillant Matthias Lehmann, le retour à l’envoyeur de Léon l’étron de Killoffer, le pied de nez nécrophile de Bastien Vivès — que dans la découverte d'auteurs colorés : les strips touffus du Finlandais Aapo Rapi ou le délire paléo solaire de l'américaine Eleanor Davis ».

## Liste des numéros
| no                                                                                      | Original          | Original          |
| no                                                                                      | Date de sortie    | ISBN              |
| --------------------------------------------------------------------------------------- | ----------------- | ----------------- |
| 1                                                                                       | 13 avril 2016     | 978-2-203-10991-9 |
| Couverture dessinée par Bastien Vivès.                                                  |                   |                   |
| 2                                                                                       | 21 septembre 2016 | 978-2-203-11951-2 |
| Couverture dessinée par Grégory Panaccione.                                             |                   |                   |
| 3                                                                                       | 21 juin 2017      | 978-2-203-12436-3 |
| Double couverture dessinée par Rubén Pellejero (recto) et Jean-Christophe Menu (verso). |                   |                   |
| 4                                                                                       | 20 juin 2018      | 978-2-203-12435-6 |
| Couverture dessinée par Matthias Lehmann.                                               |                   |                   |
| 5                                                                                       | 17 juin 2020      | 978-2-203-12435-6 |
| Couverture dessinée par Christophe Blain.                                               |                   |                   |